# Jagdsinfonie
Die Sinfonia di caccia oder Jagdsinfonie ist eine dreisätzige Sinfonie von Leopold Mozart.
Die Jagdsinfonie entstand in den fünfziger Jahren des 18. Jahrhunderts. Sie ist in zwei Handschriften überliefert. Das Titelblatt der Wiener Handschrift trägt die Überschrift: Die Jagd Sinfonie / 4 Violini / 4 Corni ex D / 2 Corni ex G / 2 Violi / eine Kugelbichse / et / Basso / del Sig. Mozart Leopold. Die Augsburger Handschrift trägt die Bezeichnung Sinfonia di Caccia | à | 2 Violini | Viola | 4 Corni obligati | et | Basso | A: Sig: Leopoldo Mozart.
Die Satzbezeichnungen:
- Allegro
- Andante più tosto un poco allegretto a gusto d' un Echo
- Menuet

Leopold Mozart schreibt zur Ausführung der Sinfonie: 

„Erstlich müßten die g horn ganz rauh geploßen werden, wie es nemlich bey der Jacht gewöhnlich und so forte alß immer möglich. item kann auch ein hifthorn da bey sein. Dann soll man etliche hunde haben die bellen, die übrigen aber schreyen zusam ho ho etl. aber nur 6 Tact lang“

## Handschriften
- Archiv der Gesellschaft der Musikfreunde in Wien (ms. nr. 13/23533)
- Öttingen-Wallersteinsche Sammlung der Universitätsbibliothek Augsburg (ms. nr. III, 4°, 1/2 4 537)

## Ausgaben
- Schott
- Eulenburg